# USS LST-765
O USS LST-765 foi um navio de guerra norte-americano da classe LST que operou durante a Segunda Guerra Mundial.